# La Terre sous ses pieds
La Terre sous ses pieds (traduction de The Ground Beneath Her Feet) est un recueil de six nouvelles de Salman Rushdie,,,,. Publié en 1999, il s’agit d’une variation sur le thème d'Orphée et Eurydice, avec de la musique rock remplaçant la lyre d’Orphée. Le mythe fonctionne comme un fil rouge dont l’auteur s’écarte parfois, mais auquel il attache une série infinie de références.
Le livre, tout en détaillant l’amour de deux hommes, Ormus Cama et Umeed « Rai » Merchant (le narrateur de l’histoire), pour la même femme, Vina Apsara, fournit un contexte et une histoire alternative à toute la période de croissance de la musique rock des années 1950 à 1990. Défini par Toni Morrison comme « un roman global », le livre s’inscrit dans le cadre large de la culture occidentale et post-coloniale. par le multilinguisme de ses personnages, le mélange de l’Orient et de l’Occident et le grand nombre de références qui vont de la mythologie grecque, de la Philosophie européenne et de contemporains tels que Milan Kundera ainsi que des stars du rock’n roll.
Le titre est tiré d’une chanson du roman, composée par Ormus Cama après la mort de Vina. Les paroles de la chanson, avec des changements mineurs, ont été adaptées et enregistrées par U2. La chanson « The Ground Beneath Her Feet » a été utilisée dans le film de « 2000 The Million Dollar Hotel », et le clip promotionnel met en vedette Rushdie dans une apparition. Rushdie réintroduit des personnages de ses romans précédents, dont Homi Catrack et William Methwold de « Midnight’s Children » (1981), S.S. Sisodia de The Satanic Versets (1988) et « Aurora Zogoiby » de « The Moor’s Last Sigh » (1995), ainsi que des décors tels que Warden Road et Everest Villas.
Le roman se déroule dans un univers parallèle, comme le révèle la seconde moitié du livre. Ainsi, il y a plusieurs événements historiques qui sont modifiés dans le cadre du roman. Dans le roman, le président américain John F. Kennedy survit à l'Assassinat de John F. Kennedy de Dallas, mais est abattu aux côtés de son frère Robert F. Kennedy plus tard ; Le scandale du Watergate est présenté comme un roman mettant en scène un président fictif Richard Nixon. Rushdie se trompe aussi délibérément pour quelques chansons de rock classiques, telles que « (I Can’t Get No) Satisfaction des Rolling Stones, qu’il attribue à John Lennon, ou Pretty Woman », qu’il attribue aux Kinks. Le personnage nommé Jesse Garon Parker représente Elvis Presley de toutes les manières, tandis que les Who sont présentés sous leur nom original The High Numbers. Dans sa description de la contribution de la voix de Vina au duo, il compare celle de Guenièvre Garfunkel à celle de Carly Simon's dans Bridge over Troubled Water, ou les noms de Art Garfunkel et de Paul Simon.
Le roman a été transformé en une performance majeure combinant musique et film qui a été créée lors de la première édition du Festival international de Manchester en Angleterre le 29 juin 2007. Composée par Victoria Borisova-Ollas et mettant en vedette un film réalisé par Mike Figgis (Leaving Las Vegas, Internal Affairs), l’histoire de deux amants maudits a été interprétée par l’orchestre Hallé, dirigé par son directeur musical Mark Elder et Alan Rickman comme narrateur, avec Tehmina Sunny dans le rôle de Vina.